# Освалдо Ардилес
Освалдо Ардилес (Кордоба, 3. август 1952) бивши је аргентински фудбалер.

## Репрезентација
За репрезентацију Аргентине дебитовао је 1975. године, наступао и на Светском првенству 1978. и 1982. године. За национални тим одиграо је 51 утакмица и постигао 8 голова.

## Статистика
| Аргентина | Аргентина | Аргентина |
| Год.      | Ута.      | Гол.      |
| --------- | --------- | --------- |
| 1975      | 8         | 4         |
| 1976      | 9         | 1         |
| 1977      | 11        | 0         |
| 1978      | 12        | 2         |
| 1979      | 1         | 0         |
| 1980      | 0         | 0         |
| 1981      | 2         | 0         |
| 1982      | 8         | 1         |
| Укупно    | 51        | 8         |

## Трофеји (као играч)

### Тотенхем хотспур
- ФА куп (2) : 1980/81, 1981/82.
- ФА Черити шилд (1) : 1981. (заједнички трофеј)
- Куп УЕФА (1) : 1983/84.

### Репрезентација Аргентине
- Светско првенство (1) : 1978.

## Трофеји (као тренер)

### Свиндон Таун
- Промоција у Прву дивизију Енглеске (1) : 1990.

### Вест Бромич албион
- Промоција у Прву дивизију Енглеске (1) : 1993.

### Шимизу с-пулс
- Набиско куп (1) : 1996.

### Јокохама Ф. маринос
- Џеј лига (1) : прва фаза 2000.

### Токио верди
- Царев куп (1) : 2004/05.

### Индивидуална признања
- Најбољи тренер Џеј лиге (1) : 1998.